# Paraisten kalliot
Paraisten kalliot este o arie protejată (arie specială de conservare — SAC, sit de importanță comunitară — SCI) din Finlanda întinsă pe o suprafață de 39 ha, integral pe uscat.

## Localizare
Centrul sitului Paraisten kalliot este situat la coordonatele 60°13′59″N 22°14′03″E / 60.2331°N 22.2342°E.

## Înființare
Situl Paraisten kalliot a fost declarat sit de importanță comunitară în august 1998 pentru a proteja un număr necunoscut de specii din flora spontană și fauna sălbatică aflate în arealul zonei. Situl a fost protejat și ca arie specială de conservare în aprilie 2015.

## Biodiversitate
Situată în ecoregiunea boreală, aria protejată conține 1 habitat natural: Pante stâncoase silicioase cu vegetație casmofită.
La baza desemnării sitului se află un număr nedeclarat de specii protejate.